# Puerto Marítimo Comercial de Novorosíisk
El Puerto Marítimo Comercial de Novorosíisk (en inglés: Novorossiysk Commercial Sea Port) es el mayor operador comercial de puertos marítimos de Rusia. La compañía tiene su sede en la ciudad de Novorosíisk en la costa del mar Negro.

## Vista de general
La compañía proporciona servicios de estiba, incluyendo el envío marítimo de petróleo y productos derivados del petróleo, otras cargas líquidas, carga seca a granel y carga general. Proporciona remolque, remolcador y servicios de amarre a buques en el entorno del puerto marítimo de Novorossiysk, y también proporciona servicios de respuestas a emergencias y materiales peligrosos y gestión de residuos en el puerto.
En 2006, la compañía manejó el 20% de las exportaciones e importaciones marítimas de Rusia, de acuerdo con la Asociación Rusa de Puerto Marítimos. Es la mayor compañía comercial de puertos marítimos y la 6ª en Europa. La compañía está listada en la bolsa de Londres y en la bolsa de Moscú.
Los ingresos en 2008 fueron de $653 millones, mientras que el beneficio neto fue de $95 millones.